# Oncopsis tadzhicus
Oncopsis tadzhicus är en insektsart som beskrevs av Korolevskaya 1968. Oncopsis tadzhicus ingår i släktet Oncopsis och familjen dvärgstritar. Inga underarter finns listade i Catalogue of Life.